# Mġarr ix-Xini Tower

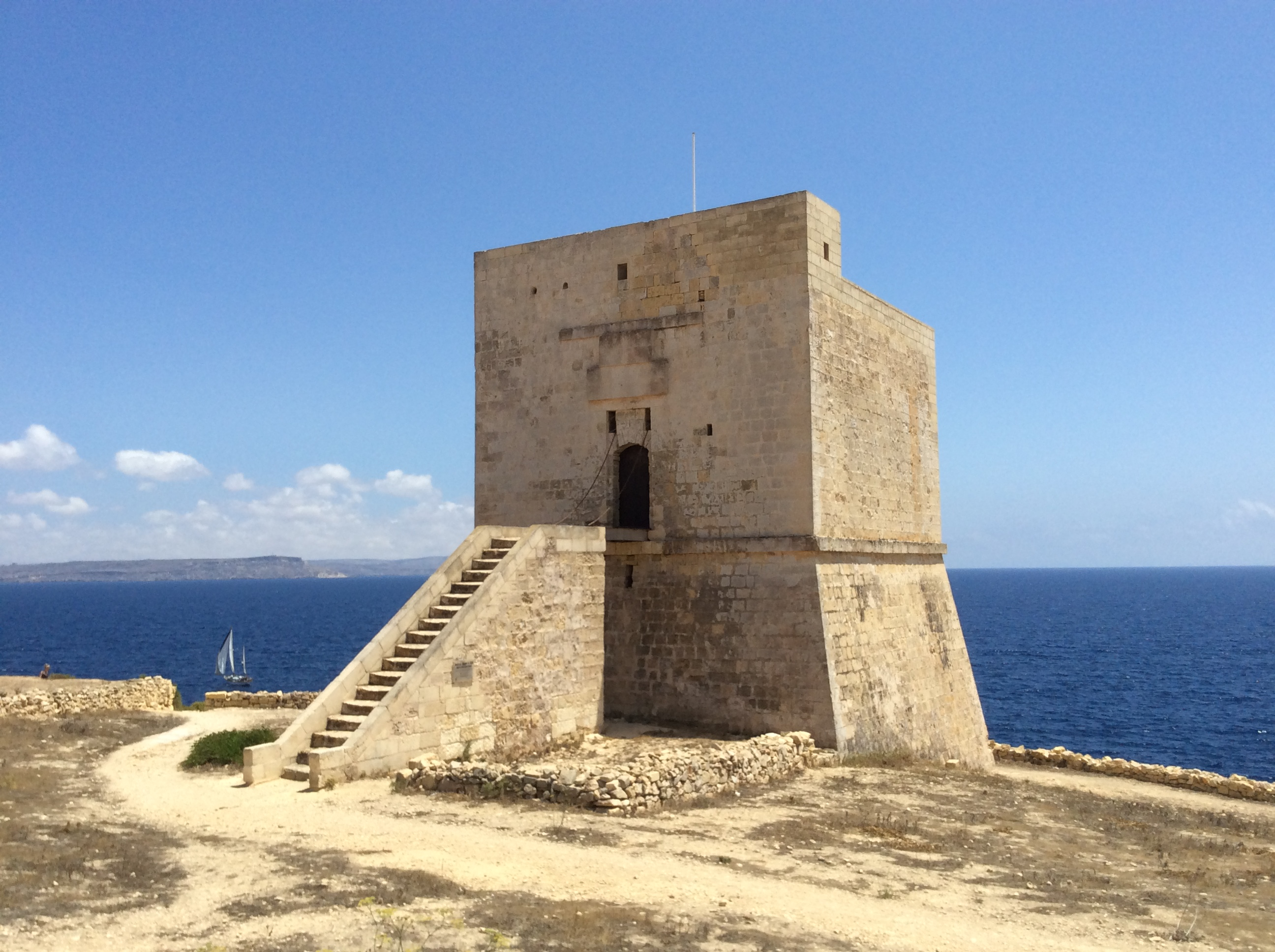
Der Mġarr ix-Xini Tower von der Landseite aus gesehen

Der Mġarr ix-Xini Tower (maltesisch It-torri ta’ Mġarr ix-Xini) ist ein ehemaliger Wachturm im Süden der zu Malta gehörenden Insel Gozo. Er steht nahe der Ortschaft Mġarr auf dem Gebiet der Gemeinde Għajnsielem. Das Gebäude steht als Grade-1-Bauwerk unter Denkmalschutz und ist im National Inventory of Cultural Property of the Maltese Islands unter der Nummer 37 aufgeführt.

## Geschichte

### Vorgeschichte
Nach den verheerenden Überfällen von Korsaren unter dem Oberbefehl von Turgut Reis, dessen Kampagne von 1551 fast die gesamte Bevölkerung Gozos in die Sklaverei brachte, und weiteren Raubzügen der Korsaren im ausgehenden 16. Jahrhundert beschloss der Malteserorden den Bau einer Reihe von Wachtürmen entlang der Küstenlinien des maltesischen Archipels. Als erster dieser Türme entstand – ebenfalls in Mġarr – zu Beginn des 17. Jahrhunderts der St Martin’s Tower. Es folgten im weiteren Verlauf des 17. Jahrhunderts die Wignacourt Towers (bis 1620), die Lascaris Towers (1630–1647) und schließlich die De Redin Towers (1657–1660).
Der Großteil dieser Türme befand sich allerdings auf der Hauptinsel Malta. Nach dem Tod des Großmeisters Martin de Redin († 6. Februar 1660) änderten sich jedoch die strategischen Vorstellungen. Man wollte nun nicht mehr die Anlandung von feindlichen Truppen verhindern, sondern diese an Land bekämpfen.

### Baugeschichte

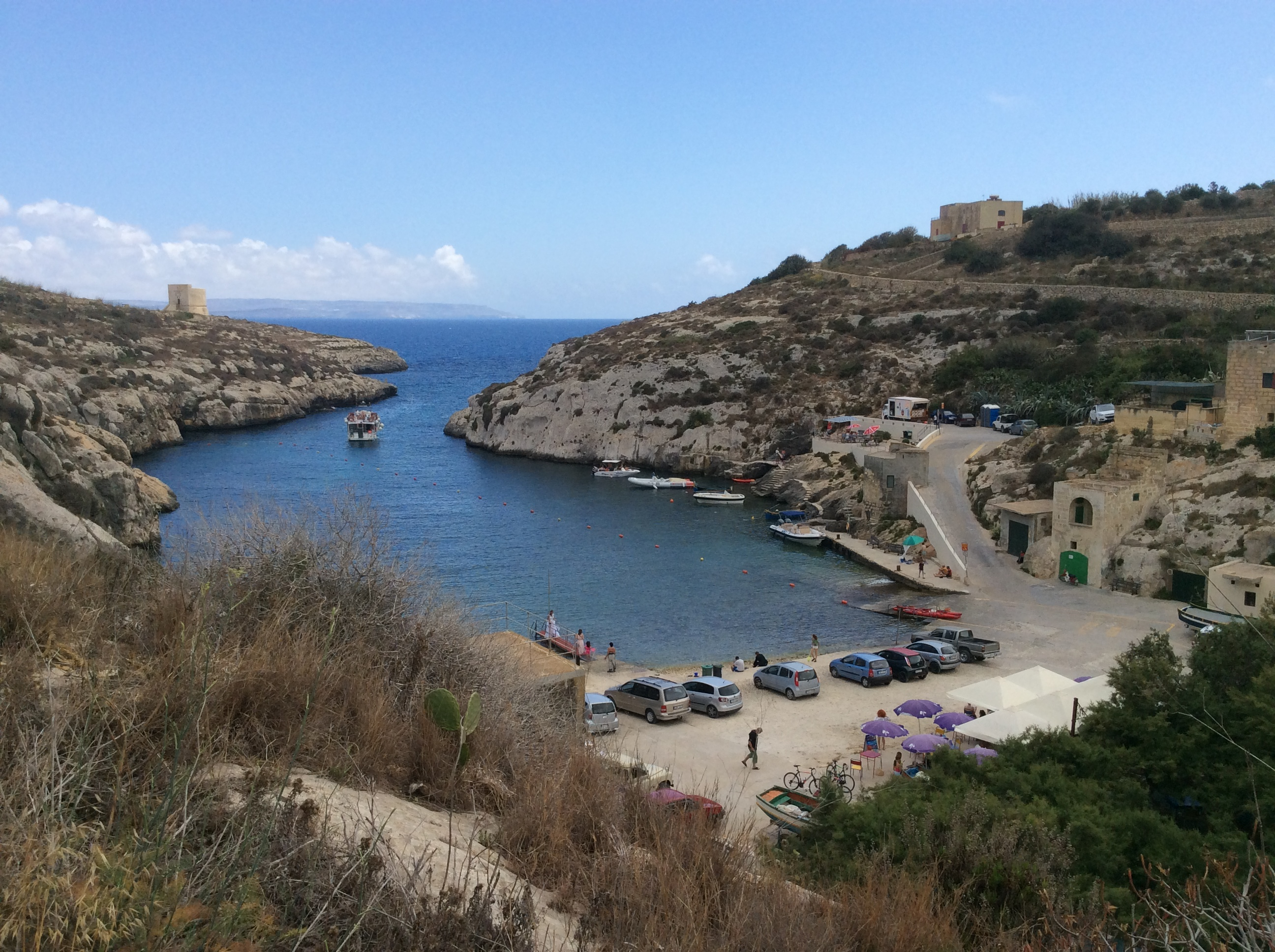
Die Bucht von Mġarr ix-Xini mit dem Turm links im Bild

Angesichts der exponierten Lage Gozos und der Bedeutung für die Lebensmittelversorgung der Hauptinsel wurden hier mit dem Mġarr ix-Xini Tower (1661) und dem Torri ta’ Isopu (1669) die beiden letzten Küstenwachtürme des Archipels gebaut, die Kosten hierfür trug die Regierungsbehörde des Ordens, die Università von Gozo. Der Mġarr ix-Xini Tower kostete geschätzt 857 scudi. Der Turm schützte die fjordähnliche Bucht Mġarr ix-Xini.
Nach Jahrzehnten des Verfalls begannen im Jahr 2000 Restaurierungsarbeiten, die unter der Aufsicht des maltesischen Ministeriums für Gozo und der gozitanischen Denkmalschutzorganisation Wirt Għawdex durchgeführt wurden. Dabei wurden die seeseitige Fassade und die Kanten des Turms, die einzustürzen drohten, abgetragen und neu aufgebaut. Die Arbeiten waren 2009 beendet und der Turm konnte der Öffentlichkeit zugänglich gemacht werden.

## Beschreibung
Der Aufbau des Turms entspricht im Wesentlichen dem der De Redin Towers. Er erhebt sich auf einer quadratischen Grundfläche und umfasst zwei Geschosse, jedes mit nur einem Raum und gewölbten Decken. Im Unterschied zu den De Redin Towers, deren Zugang über Leitern erfolgte, führt der Weg zum Eingang im Obergeschoss über eine steinerne Außentreppe, die durch eine hölzerne Zugbrücke mit dem Bau verbunden ist.
Der untere Raum, der als Lagerraum diente, zeigt eine gewölbte Decke, zwei kleine Fenster und eine Luke, die nach oben in den Hauptraum führt. Im ersten Geschoss befand sich der Wohnraum der kleinen Garnison, die aus dem Kastellan und einem berufsmäßigen Kanonier bestand, beide wurden von der Università besoldet. Die Decke dieses Raums ist eingewölbt und kann auch schwere Lasten wie Geschütze tragen. Eine Wendeltreppe führt von hier aus auf das Dach des Gebäudes, das als Geschützplattform diente und das von Zinnen umgeben ist. Landseitig gab es als Nebengebäude noch ein kleines Pulvermagazin und eine Wachstube, die inzwischen verfallen sind.